# بوزان (اصفهان)
بوزان محله ای از منطقه 15 اصفهان(خوراسگان)است که از طرف شرق با محله  ابر خوراسگان و از غرب با منطقه 10 اصفهان مجاور است. وسعت این محله ۱۸ کیلومتر مربع بوده که دارای جمعیت تقریبی ۱۲٬۰۰۰ نفری است. این محله از لحاظ توپوگرافی بافت بی‌نظیری را در چشم‌انداز شهر به وجود آورده و همین امر در ایجاد هوای بسیار مطلوب نقش به سزایی ایفا می‌کند. از این منطقه افراد برجسته‌ای در علوم، ستاره‌شناسی و ریاضیات و سایر علوم پایه خروج کرده اند که به عنوان نمونه میتوان به حکیم علی بوزانی اشاره کرد که در سده سوم میلادی  و دورانی که بوزان به نام  "ایران زمین" شهرت داشت ( و بعد ها به نام "جِی" تغییر یافت و محدوده محله بوزان و خیابان جِی کنونی اصفهان است)جزو افراد مورد وثوق اردشیر یکم ساسانی شناخته‌شده به اردشیر بابکان بود. فلذا بر این اساس و بر اساس  برخی از روایات تاریخی موثق، قدمت این منطقه به قبل از قدمت شهر اصفهان و به دوران کوچ قوم ماد بر میگردد.